# ラリー・アドラー

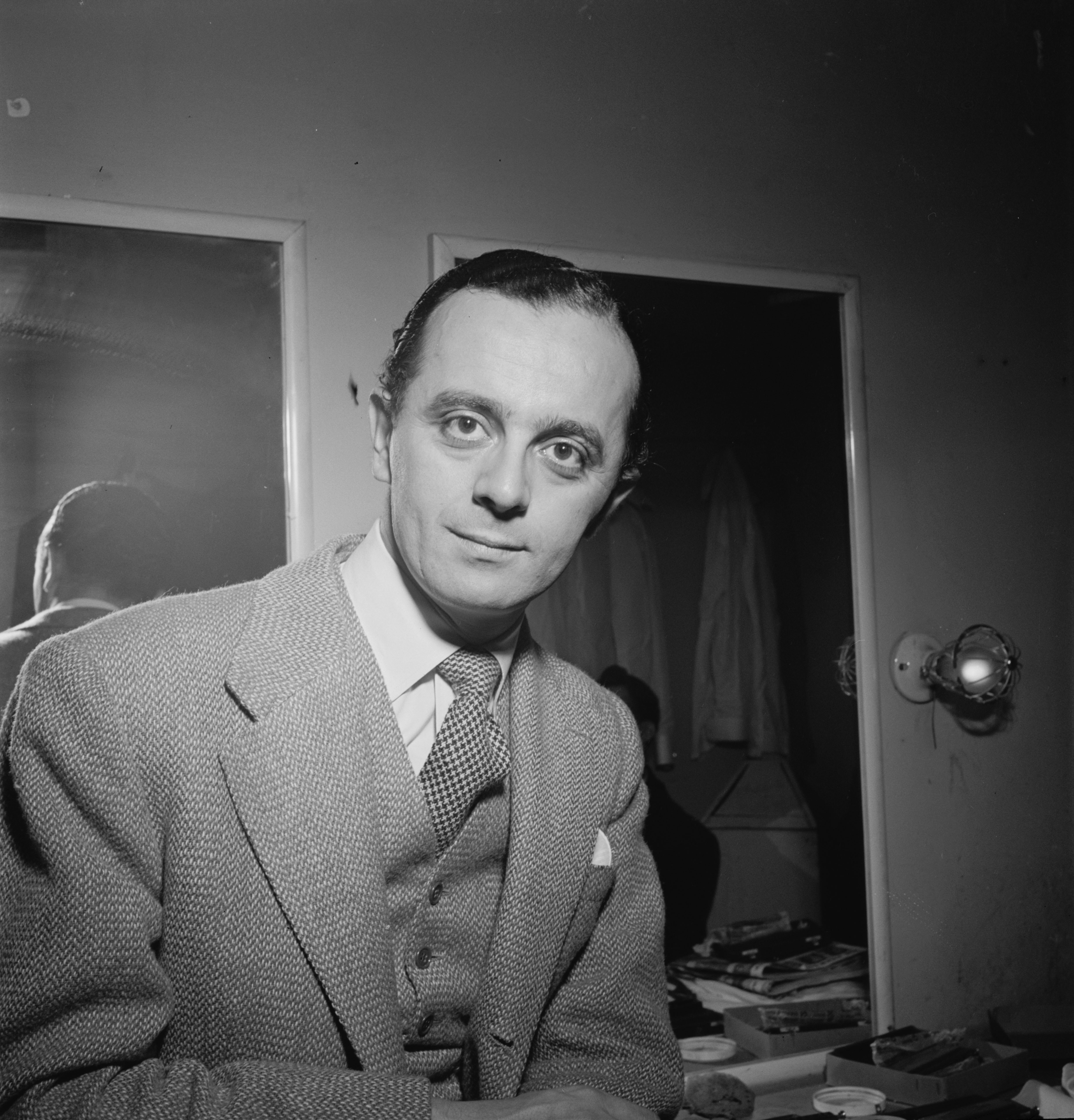
ラリー・アドラー、1947年1月撮影。

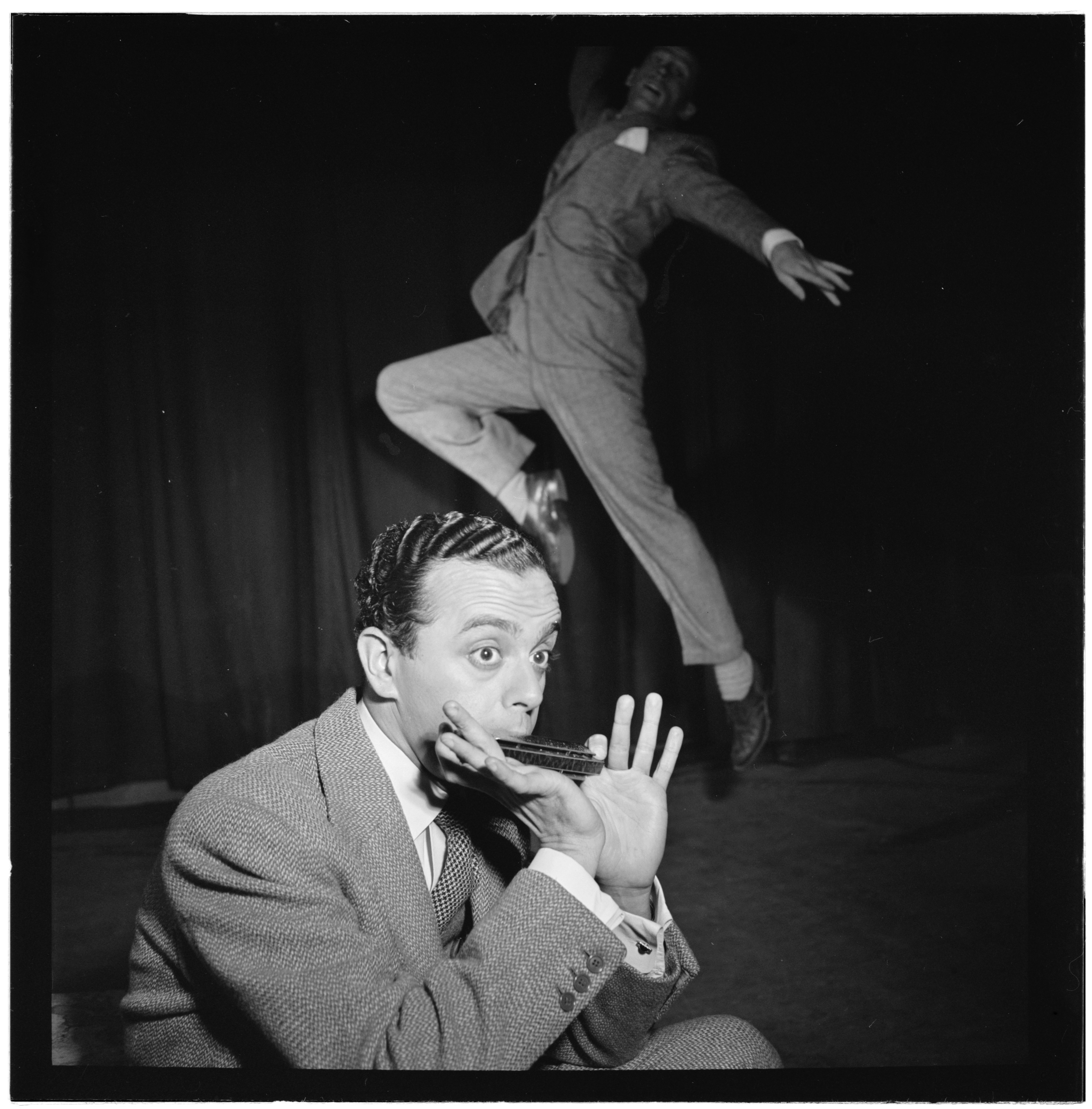
ハーモニカを演奏するラリー・アドラー（手前）、1947年1月撮影。

ラリー・アドラー（英語: Larry Adler, 1914年2月10日 - 2001年8月7日）は、アメリカ合衆国出身のハーモニカ奏者。本名はローレンス・セシル・アドラー(Lawrence Cecil Adler)。

## 生涯
ボルチモアのユダヤ系ロシア人の家に生まれた。2歳でアル・ジョルソンの物まねをし、6歳からピアノを始める。10歳で地元の聖歌隊の最年少の先唱者となり、ピーボディ音楽院に通うようになったが、落第して放校処分となった。その後、ハーモニカを独学し、1927年にメリーランド・ハーモニカ・チャンピオンシップに挑戦して優勝している。その翌年、ニューヨークに出てヴァイオリニストのナット・ブルシロフの事務所に所属し、ルディ・ヴァレーのクラブで演奏したり、ディズニー映画のハーモニカの音の吹き替えなどをしたりして、ハーモニカ奏者として活動するようになった。1931年にはブロードウェイで演奏するようになり、フレッド・アステアらと共演している。また、イギリスやオーストラリアにも演奏活動に行き、1936年にはシリル・スコットからハーモニカとピアノのためのセレナーデ、1941年にはジーン・バーガーからハーモニカ協奏曲をそれぞれ献呈された。
1940年頃からタップ・ダンサーのポール・ドレイパーと組んで演奏活動をするようになったが、1948年に赤狩りの影響で業界から干され、1949年にロンドンへの移住を余儀なくされてしまった。イギリスにわたってからも演奏活動を続け、アーサー・ベンジャミン、マルコム・アーノルドやダリウス・ミヨー等からも作品の献呈を受けるようになった。演奏家として自らのレパートリーを広げるために、ヨハン・ゼバスティアン・バッハやアントニオ・ヴィヴァルディらのヴァイオリン協奏曲をハーモニカに編曲している。また、モーリス・ラヴェルのボレロやジョージ・ガーシュウィンのラプソディ・イン・ブルー等もハーモニカで演奏できるように編曲している。
ロンドンにて没。